# Blochiidae
Famille
Les Blochiidae sont une famille éteinte de poissons du sous-ordre des Xiphioidei (ordre des Perciformes)

## Liste des genres
Selon Paleobiology Database (5 novembre 2021) :
- genre Acestrus Agassiz, 1845
- genre Blochius Volta, 1800
- genre Congorhynchus Darteville & Casier, 1949
- genre Loancorhynchus Otero, 2019